# Drozdów (województwo mazowieckie)
Drozdów – wieś w Polsce położona w województwie mazowieckim, w powiecie zwoleńskim, w gminie Zwoleń. 
W skład sołectwa Sycyna wchodzą: Sycyna Południowa, Sycyna Północna, Sycyna-Kolonia oraz Drozdów.
.
W latach 1975–1998 miejscowość administracyjnie należała do województwa radomskiego.
Wierni Kościoła rzymskokatolickiego należą do parafii Niepokalanego Poczęcia NMP w Jasieńcu Soleckimj.